# Familia Arboleda
Los Arboleda son una familia de la aristocracia colombiana, originaria de la ciudad de Popayán, que tuvo su período de mayor influencia entre los siglos XVII y XX en el país sudamericano y cuyos orígenes se remontan a la región de Arboleya en Asturias, España.
Es un linaje de mucho prestigio en Colombia, asociado a conquistadores y oficiales reales de la corona de España. Entre sus numerosos e influyentes miembros se destacan poetas, empresarios, escritores y políticos, incluyendo tres presidentes de Colombia y un cuarto mandatario asociado a la familia por lazos matrimoniales.[cita requerida]

## Origen
El tronco común de la familia colombiana proviene de un condestable francés que luchó contra los moros y participó en la batalla de las Navas de Tolosa de 1212.[cita requerida] Jacinto de Arboleda y Ortiz (1605-1671), político y militar español, alcalde ordinario de Anserma, juez privativo y capitán.[cita requerida]
En 1647, el rey Felipe IV le concedió el escudo de armas al capitán Jacinto de Arboleda y Ortiz, oriundo de Granada, España[cita requerida], primer miembro de esta familia en iniciar el linaje en América, tras establecerse inicialmente en Anserma y después en Popayán, ciudad a la que ha estado vinculada históricamente la familia desde entonces.
El reconocimiento de la familia Arboleda y Mosquera proviene del siglo XVII, algunos de sus miembros estaban involucrados en la exploración minera en Santander de Quilichao, amanzando así una importante fortuna que después fue multiplicada por adquirir extensas fincas, haciendas, terrenos, convirtiéndolos en una familia de terratenientes, grandes empresarios, en la producción y en el comercio, y así dueños de diferentes propiedades en Popayán y en la región del Cauca.Además, los patriarcas de los Arboledas y los Mosqueras decididierón apoyar a Simón Bolívar tras reunirse con él en Caloto, para Bolívar, tener el apoyo de familias de terratenientes era de gran importancia, esto causó que las familias gozaran de un papel protagónico en la política de las nuevas repúblicas en años posteriores y a Bolívar le garantizaría la entrada al suroccidente neogranadino.
El poder terrateniente de la familia Arboleda consistía en la posesión de las haciendas del Japio, Quilichao, La Bolsa y Quintero, así como en minas de oro, su fuerza de trabajo consistía en esclavos, sirvientes y demás empleados.

Logo de la Universidad Sergio Arboleda

Para los 1830s dos de sus miembros, Sergio Arboleda y el presidente Julio Arboleda llegarían a ser dos de los hombres más ricos de la República de la Nueva Granada.

## Lugares emblemáticos

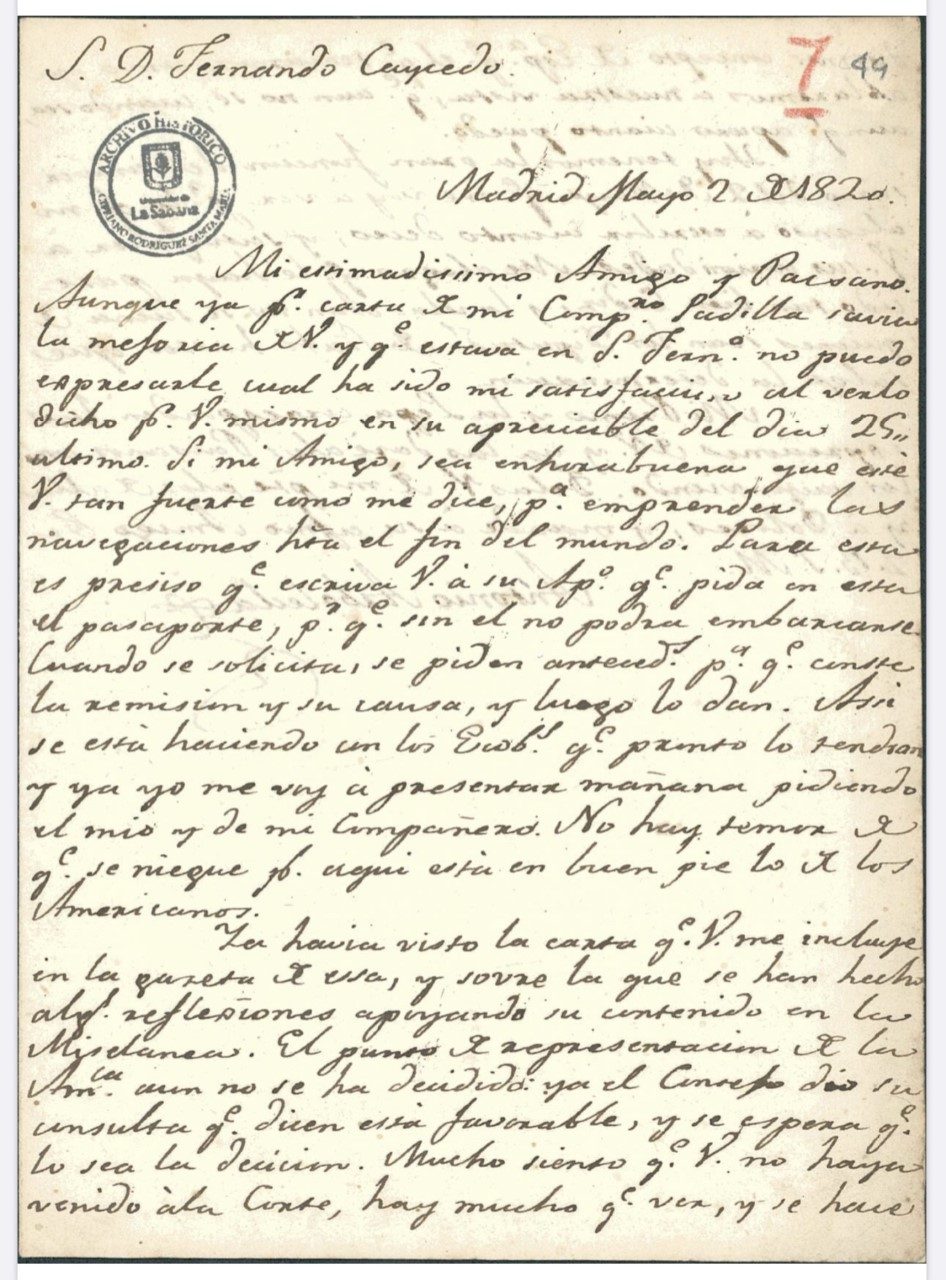
Carta del prócer Antonio Arboleda y Arrachea dirigida desde su exilio en Madrid al presbítero Fernando Caicedo y Flórez, en 1820. (Archivo Histórico Cipriano Rodríguez Santamaría, Universidad de la Sabana, Chía).

La iglesia de Santo Domingo en Popayán fue edificada por los hermanos Pedro y Francisco Arboleda y Salazar en 1694, y reconstruida por sus hijos. También se destaca la hacienda Japio, ubicada entre Caloto y Santander de Quilichao, adquirida por esta familia en subasta pública tras la expulsión de los jesuitas en 1767 y convertida en un floreciente centro ganadero, agrícola y empresarial. 

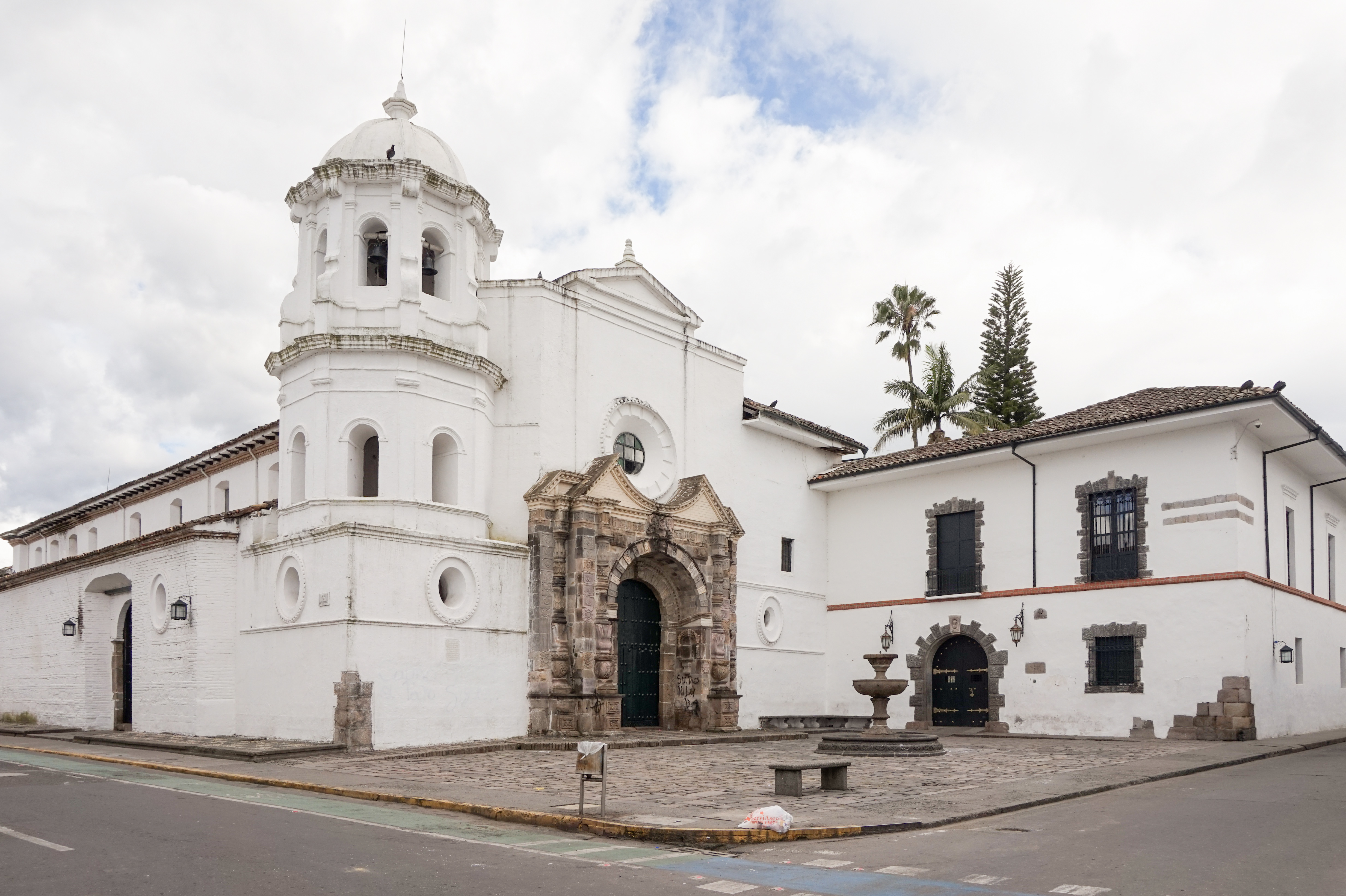
Iglesia de Santo Domingo, Popayán

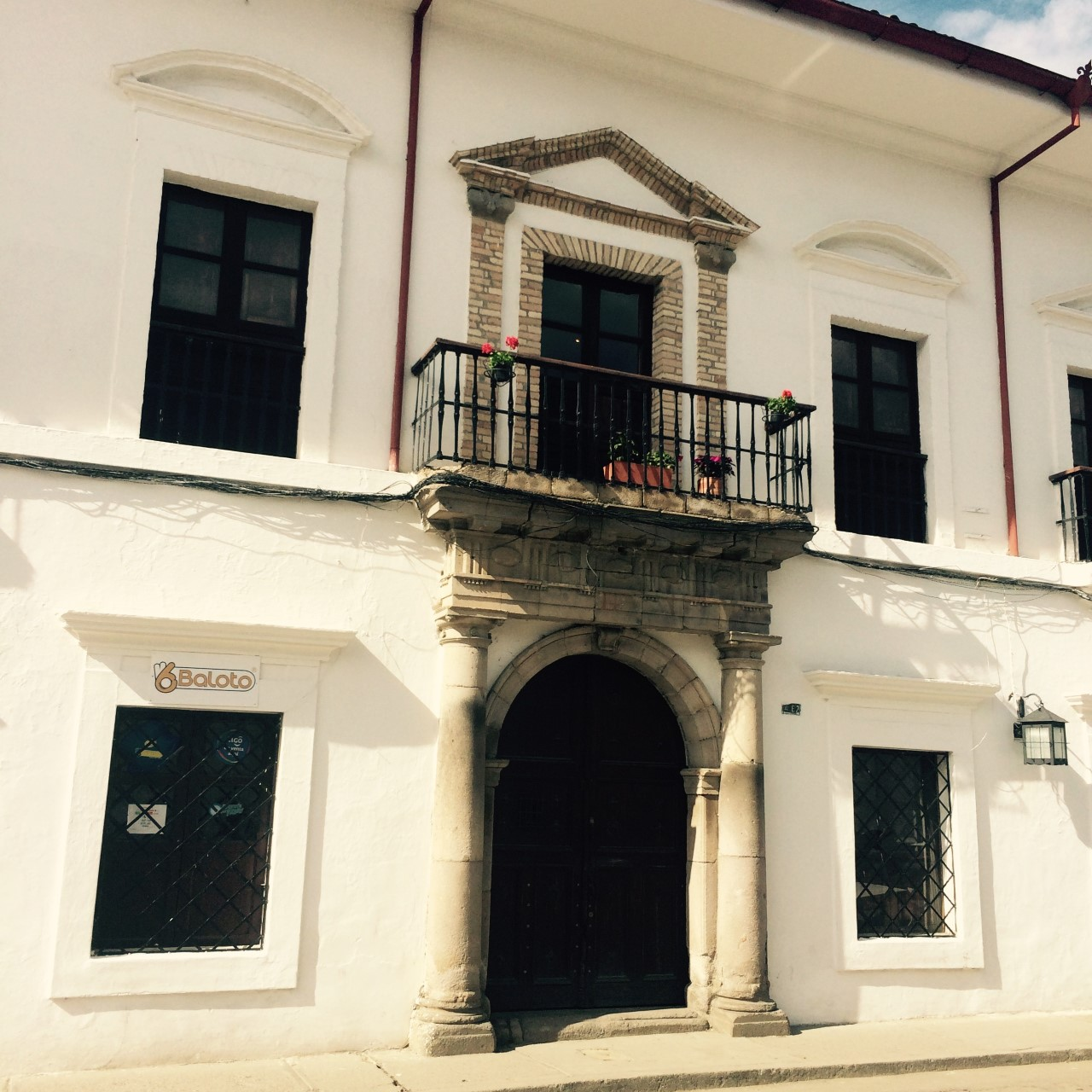
Casa Arboleda Arroyo, sede del Museo Arquidiocesano de Arte Religioso, Popayán

Otro inmueble vinculado a la historia de la familia es la casa solariega que perteneció a Julián Arboleda Arrachea y Gabriela Pérez de Arroyo y Valencia, adquirida en el siglo XX por la Curia de Popayán. La señorial construcción fue diseñada por Marcelino Pérez de Arroyo en la segunda mitad del siglo XVIII, adaptada como sede del Museo Arquidiocesano de Arte Religioso en 1977 y declarada Monumento Nacional de Colombia en 1996.

### Patrimonio histórico
La mayor parte del extenso acervo documental perteneciente a la familia Arboleda se conserva en los archivos históricos de varias universidades colombianas, principalmente en los siguientes:
- Fondo Familia Arboleda, Centro de Investigaciones Históricas "José María Arboleda Llorente", Universidad del Cauca, Popayán.
- Fondo Familia Arboleda, Fondo Antiguo Archivo Central del Cauca.
- Fondo José Rafael Arboleda S.J., Archivo Histórico Javeriano "Juan Manuel Pacheco S.J.", Pontificia Universidad Javeriana, Bogotá.
- Archivo Santiago Arroyo y Valencia, Fondo David Mejía Velilla, Archivo Histórico "Cipriano Rodríguez Santamaría", Universidad de la Sabana, Chía.

Así mismo, otros repositorios documentales sobre esta familia se conservan en:
- Fondo Arboleda, Archivo Histórico Eclesiástico de la Arquidiócesis de Popayán.
- Sala de Libros Raros y Manuscritos, Biblioteca Luis Ángel Arango, Banco de la República, Bogotá. Este valioso espacio contiene varios fondos con numerosos documentos y manuscritos que permiten contextualizar la dinámica de las decisiones de los miembros más notables de la familia Arboleda a lo largo de varias generaciones, principalmente el Archivo Familia Arboleda,[11] el archivo de Julio Arboleda Pombo, el archivo familiar y comercial de Tomás Cipriano de Mosquera y Arboleda, y los acervos documentales de más reciente adquisición, a saber los de Esmeralda Arboleda y Andrés Caicedo, donados en el siglo XXI por sus familiares.
- Fondo Anselmo Pineda, Biblioteca Nacional de Colombia, Bogotá.

Entre los archivos de la familia que permanecen en manos privadas se destacan el que perteneció a Ana Arboleda Sanz de Santamaría, conservado por sus descendientes en Bogotá, y el Archivo Arroyo Arboleda, en poder de los descendientes de esta rama de la familia en Bogotá, Popayán y Cali.
Dentro del patrimonio mueble vinculado a la historia de la familia se destaca el anillo de bodas que perteneció a María Teresa del Toro y Alayza, esposa de Simón Bolívar. El Libertador obsequió la alhaja a sus amigos José Rafael Arboleda Arroyo y Matilde Pombo O'Donnell a su paso por Popayán y tras alojarse en la hacienda Japio, propiedad de la pareja, en 1822 y 1829. La joya fue donada por la familia Arboleda al Estado colombiano en 1970 y forma parte de las colecciones del Museo Nacional en Bogotá.

## Miembros destacados
Varios miembros de la familia Arboleda se han destacado en la vida nacional de la hoy Colombia y en España, incluyendo a un regente de España y presidentes de la República históricamente asociados al Partido Conservador Colombiano y a la ciudad de Popayán.
|              | Joaquín Mosquera Figueroa y Arboleda Vergara | Regente de España Presidente de la Junta Suprema Central (Rey en funciones del Imperio Español) Caballero de la Orden de Isabel la Católica | \| Proclamación \| 22 de enero de 1812 \| 22 de enero de 1812 \| \| Abdicación \| 15 de junio de 1812 \| 15 de junio de 1812 \| |

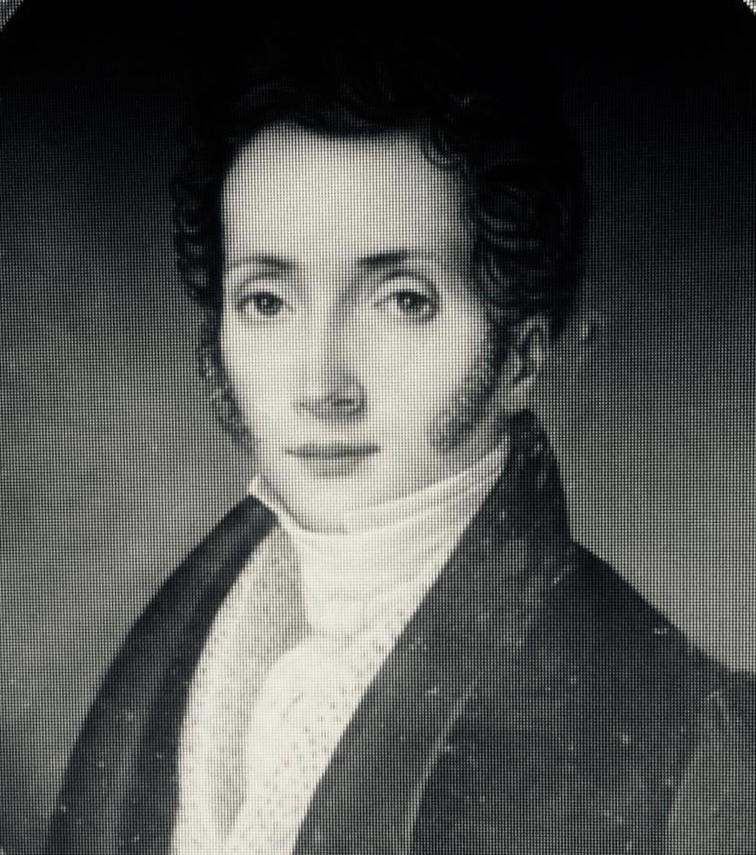
Antonio Arboleda y Arrachea, prócer de la Independencia de Colombia

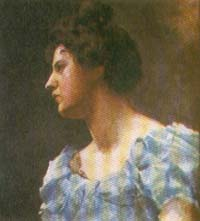
Cecilia Arboleda Mosquera, primera dama de Colombia esposa del presidente Jorge Holguín Mallarino

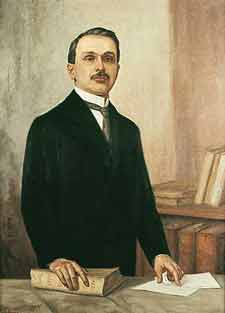
Gustavo Arboleda Restrepo, historiador, genealogista, periodista y diplomático colombiano.

| Proclamación | 22 de enero de 1812                          | 22 de enero de 1812 | |
| Abdicación   | 15 de junio de 1812                          | 15 de junio de 1812 | |

### Presidentes de Colombia
| Imagen                  | Información                                                     | Inicio              | Final               |
| ----------------------- | --------------------------------------------------------------- | ------------------- | ------------------- |
|                         | Joaquín Mosquera y Arboleda                                     | 1830                | septiembre de 1830  |
|                         | Tomás Cipriano de Mosquera y Arboleda                           | 1845                | 1849                |
| 1861                    | Tomás Cipriano de Mosquera y Arboleda                           | 1863                |                     |
| 1863                    | Tomás Cipriano de Mosquera y Arboleda                           | 1864                |                     |
| 1866                    | Tomás Cipriano de Mosquera y Arboleda                           | 1867                |                     |
|                         | Julio Arboleda y Pombo O'Donnell (encargado) (1817-1862)        | 10 de junio de 1861 | 18 de julio de 1861 |
|                         | Jorge Holguín Mallarino (1848-1928) Casado con Cecilia Arboleda | 9 de junio de 1909  | 3 de agosto de 1909 |
| 11 de noviembre de 1921 | Jorge Holguín Mallarino (1848-1928) Casado con Cecilia Arboleda | 7 de agosto de 1922 |                     |